# Claudio Pollio
Claudio Pollio (* 27. května 1958 Neapol, Itálie) je bývalý italský zápasník.
V roce 1980 vybojoval na olympijských hrách v Moskvě zlatou medaili ve volném stylu v kategorii do 48 kg. Startoval i o čtyři roky dříve na olympiádě v Montrealu, kde vypadl ve druhém kole. V roce 1979 vybojoval 5. místo na mistrovství světa a v roce 1980 4. místo na mistrovství Evropy.